# Kinseyho škála
Kinseyho škála sexuální orientace označuje systém hodnocení lidské sexuální orientace, který kategorizuje jedince na základě jeho sexuálních zkušeností nebo odezvy na sexuální podněty v daném období jeho života. Tato škála typicky začíná na stupni 0, který označuje jedince výhradně heterosexuálního, a sahá až po stupeň 6, který označuje jedince výhradně homosexuálního. V dvojici knih Kinseyho zprávy, které se zabývají muži a ženami, je na škále uveden také stupeň X, který označuje jedince bez společensko-sexuálních kontaktů a odezev. Tyto zprávy byly poprvé publikovány v Sexuálním chování muže (1948) od Alfreda Kinseyho, Wardella Pomeroye a dalších, a prominentní byly také v komplementárním díle Sexuální chování ženy (1953).

## Historie
Alfred Kinsey, autor Kinseyho škály, je známý také jako „otec sexuální revoluce“. Kinseyho škála byla vytvořena na to, aby demonstrovala, že lidská sexualita nezapadá do dvou přísně ohraničených kategorií: homosexuál a heterosexuál. Naopak, Kinsey věří, že lidská sexualita je proměnlivá v závislosti od času.
Aby se Kinsey vyhnul společensko-kulturním nálepkám, zaměřil se na hodnocení chování jednotlivců. První škála, kterou Kinsey k hodnocení použil, měla 30 kategorií, které reprezentovaly 30 různých studií. Jeho výsledná škála má ale kategorií jenom sedm. Během svého výzkumu zařídil přes 8000 interview.
Kinsey svou škálu uvedl následovně:
„Muži se nedělí na dvě vyhraněné populace, heterosexuály a homosexuály, stejně jak se svět nedělí jen na ovce a kozy. Základem taxonomie je skutečnost, že příroda sama se jen zřídka vyskytuje ve vyhraněných kategoriích… Každý jeden aspekt všeho živého na světě je kontinuum.
Jelikož je kladen důraz na plynulost stupňování mezi výhradně heterosexuálním a výhradně homosexuálním chováním, zdá se, že je žádoucí vyvinout klasifikaci, která by byla založena na relativním množství heterosexuálních a homosexuálních zážitků nebo odezev v životě jednotlivce […]. Jednotlivec může pozici v této škále dostat pro každé období svého života. […] Škála o sedmi stupních přibližuje skutečnost, že ve skutečnosti existuje stupňů mnoho.“

## Tabulka škály
Nula na Kinseyho škále označuje jedince bez jakékoli touhy nebo sexuální zkušenosti s osobou stejného pohlaví a šestka jedince bez jakékoli touhy nebo sexuální zkušenosti s osobou opačného pohlaví. Stupně 1 až 5 označují jedince s různým množstvím zkušeností nebo touhy po zkušenosti s oběma pohlavími, včetně náhodných nebo občasných touhách po sexuální aktivitě se stejným pohlavím. Tím, jak se jedinci sami identifikují, se tato škála nezaobírá.
| Stupeň | Popis                                                         |
| ------ | ------------------------------------------------------------- |
| 0      | Výhradně heterosexuální                                       |
| 1      | Převážně heterosexuální, jen náhodně homosexuální             |
| 2      | Převážně heterosexuální, ale víc než jen náhodně homosexuální |
| 3      | Stejně heterosexuální jako homosexuální                       |
| 4      | Převážně homosexuální, ale víc než jen náhodně heterosexuální |
| 5      | Převážně homosexuální, jen náhodně heterosexuální             |
| 6      | Výhradně homosexuální                                         |
| X      | Žádné společensko-sexuální kontakty nebo odezvy               |

Kinsey si byl vědom, že škála o sedmi stupních není postačující na to, aby důkladně pokryla sexualitu každého jedince. Vyjádřil se, že „by mělo být jasné, že ve skutečnosti se vyskytují jedinci každého přechodného typu, kteří leží někde mezi jednotlivými extrémy i mezi jednotlivými stupni na škále.“ Přestože sociologové Martin S. Weinberg a Colin J. Williams píší, že v zásadě kdokoli mezi stupni 1 a 5 může být označen jako bisexuál, Kinseymu se používání tohoto termínu na označení někoho, kdo provádí sexuální aktivitu s muži i ženami, nelíbilo. Označení bisexuál preferoval v jeho původním, biologickém významu, v kterém označoval hermafrodita. Tvrdil, že „dokud není potvrzeno, že orientace závisí od toho, jestli daný jedinec má po anatomické stránce ženské i mužské prvky nebo ženskou i mužskou fyziologickou kapacitu, označovat někoho jako bisexuála je poněkud nešťastné.“ Psycholog Jim McKnight píše, že zatímco v Kinseyho škále je implicitně řečeno, že bisexualita je formou sexuální orientace přesně mezi homosexualitou a heterosexualitou, tato představa značně zpochybněna, když byla Martinem S. Weinbergem a psychologem Alanem P. Bellem publikovaná kniha Homosexualities (1978).
Kromě toho, i když stupeň X, který kdysi znamenal „žádné společensko-sexuální kontakty nebo odezvy,“ je dnes popisován jako asexualita, Justin J. Lehmiller tvrdí, že „Kinseyho klasifikace stupně X zdůrazňuje nedostatek sexuálního chování, zatímco moderní definice asexuality zdůrazňuje nedostatek sexuální touhy. Je tedy možné, že Kinseyho škála není k přesné klasifikaci asexuality dostačující.“

## Objevy

### Kinseyho zprávy
Kinseyho zprávy pozůstávají z dvou publikovaných knih – Sexuální chování muže a Sexuální chování ženy. Tyto zprávy se zabývají charakteristikou a vývojem sexuality u mužů a žen. Kinseyho škála zkoumá lidskou sexualitu tím, že popisuje úroveň homosexuality v každém člověku. Data, pomocí kterých jsou účastníci výzkumu kategorizováni, pochází z jejich „psychosexuálních reakcí nebo přímých zkušeností,“ co se týče sexuální touhy nebo aktivity s jedinci stejného nebo opačného pohlaví. To, že do výzkumu byly zařazeny i psychosexuální reakce, umožňuje jedincům s menšími sexuálními zkušenostmi dostat stejné hodnocení jako jedinci s většími sexuálními zkušenostmi.
- Muži: 11,6 % bělochů ve věku 20 až 35 bylo v tomto období života ohodnoceno stupněm 3. V studii se také píše, že 10 % tázaných amerických mužů mělo „ve věku 16 až 55 více-méně výhradně homosexuální chování nejméně po dobu tří let“ (stupně 5 a 6).
- Ženy: 7 % nezadaných žen a 4 % rozvedených žen ve věku 20-35 bylo v tomto období jejich života ohodnoceno stupněm 3. 2 až 6 % žen ve věku 20 až 35 bylo ohodnoceno stupněm 5 a 1 až 3 % nevdaných žen ve věku 20 až 35 bylo ohodnoceno stupněm 6.

Tyto výsledky byly publikované v Sexuálním chování ženy a naznačují, že homosexuální chování je běžnější u mužů než u žen. Takový výsledek je podle Kinseyho v rozporu s pověrami, že ženy jsou homosexuálnímu chování nakloněné více než muži. Kinsey předpokládá, že tyto pověry jsou výsledkem „marných nadějí heterosexuálních mužů.“